# Stazione di Sakai
La stazione di Sakai (堺駅?, Sakai-eki) è una delle principali stazioni della città di Sakai, appartenente alle Ferrovie Nankai. È situata nel quartiere di Sakai-ku nella città di Sakai della prefettura di Osaka in Giappone, e servita dalla linea principale delle ferrovie Nankai. Presso questo scalo fermano quasi tutti i tipi di treni.

## Linee e servizi
Ferrovie Nankai
● Linea principale Nankai

## Struttura
La stazione è dotata di due marciapiedi a isola con quattro binari passanti su viadotto.
| 1-2 | ● Linea principale Nankai | per Kishiwada, Izumisano, Kansai Aeroporto e Wakayamashi |
| 3-4 | ● Linea principale Nankai | per Tengachaya e Namba                                   |

## Stazioni adiacenti
| «                             | Servizio                                   | »                       |
| Linea Nankai principale       | Linea Nankai principale                    | Linea Nankai principale |
| ----------------------------- | ------------------------------------------ | ----------------------- |
| Shichidō                      | Locale                                     | Minato                  |
| Tengachaya←                   | Semiespresso                               | ←Minato                 |
| Tengachaya                    | Espresso Esp. aeroporto Espresso sezionale | Hagoromo                |
| Tengachaya                    | Esp. lim. Southern Esp. lim. Rapi:t β      | Kishiwada               |
| Tutti gli altri treni passano |                                            |                         |